# Latijns-Amerikaanse Integratieassociatie
De Latijns-Amerikaanse Integratieassociatie (Spaans: Asociación Latinoamericana de Integración, ALADI) is een Amerikaanse gouvernementele organisatie. Ze werd op 12 augustus 1980 opgericht vanuit het Verdrag van Montevideo en verving hiermee de Latijns-Amerikaanse Vrijhandelsassociatie (ALALC).

## Doelstellingen
De ALADI heeft tot doel om het integratieproces in de regio te ontwikkelen en is gericht op het bevorderen van harmonieuze en evenwichtige sociaal-economische ontwikkeling. Het doel is geleidelijk aan de totstandkoming van een Latijns-Amerikaanse interne markt.

## Basistaken
- Bevordering en regulering van de wederzijdse handel
- Economische synergie
- Economische samenwerking die bijdraagt aan de uitbreiding van de markt

## Lidstaten
- Argentinië
- Bolivia
- Brazilië
- Chili
- Colombia
- Cuba
- Ecuador
- Mexico
- Paraguay
- Panama
- Peru
- Uruguay
- Venezuela